# 鹿島釀造足球會
鹿島釀造（日语：ブリュー鹿島，Brew KASHIMA）是一家位於佐賀縣鹿島市的職業足球俱樂部。到2021年的名稱是佐賀LIXIL FC(佐賀驪住FC)，2022年更名為「鹿島釀造」。隊名「ブリュー」取自英語中的「釀造」(醸造)。

## 簡介
2022年，佐賀LIXIL FC重生為市民俱樂部『鹿島釀造』，自1991年FC.INAX成立至今已有30年，鹿島市的傳統表演藝術「面浮立」是大家熟悉的團隊吉祥物。鹿島市是日本有名的酒館之一，所以隊名取自英語中的「釀造」，揭示酒造盛行的土地。俱樂部渴望成為一個植根於社區的團隊。標誌和吉祥物與佐賀驪住FC幾乎相同。